# Joan Salat i Tarrats
Joan Salat i Tarrats (Cervera, 6 de maig del 1920 – Barcelona, 21 de febrer del 2008), paer en cap de Cervera per CiU durant més de dues dècades.
Estudià al "Pares del Cor de Maria" de Cervera i, posteriorment, es titulà de peritatge mercantil a Barcelona. Durant la Guerra civil espanyola fou reclutat en la Lleva del Biberó i hagué d'enfrontar-se a un consell de guerra acabada la contesa; com molts altres membres d'aquella lleva, no pogué tornar a casa fins al 1945.
Joan Salat fou paer en cap de Cervera durant vint-i-sis anys, del 1969 al 1995, i president del Consell Comarcal fins a aquell mateix any. Entre els anys 1976 i 1980 formà part de la "Comisión para el estudio de un régimen especial de la cuatro provincias catalanas" i de la "Comissió mixta de transferències de les diputacions catalanes a la Generalitat de Catalunya"; el 2004 lliurà a l'Arxiu Nacional de Catalunya còpia de la documentació generada per aquests ens.
El 1940 contribuí a la fundació de la revista local Segarra, on col·laborà publicant-hi un article mensual. Va ser membre fundador del Gran Teatre de la Passió, que presidí durant vint anys, i a la Passió hi interpretà el paper del fariseu Isacar més de 50 anys consecutius, fins al 2008.